# Герман (архимандрит Новоиерусалимского монастыря)

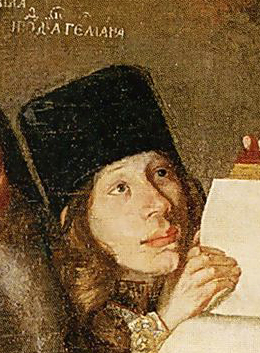
Герман. Фрагмент картины «Патриарх Никон с братией Воскресенского монастыря». Неизвестный художник сер. XVII века (Даниил Вухтерс?). Музей «Новый Иерусалим»

Архимандрит Герман (ум. 11 (21) декабря 1682) — архимандрит Воскресенского Новоиерусалимского монастыря, представитель поэтической школы, сложившейся в монастыре в XVII веке.

## Биография
Жил в обители с юных лет, был любимым учеником, пострижеником и келейником патриарха Никона.
И. К. Шушерин, автор «Жития Никона», называет Германа одним из близких к патриарху людей. Предполагается, что Герман поселился в монастыре вместе с патриархом, после того, как тот оставил Москву 10 июля 1658 года. 30 ноября 1666 года присутствовал на последней литургии Никона перед отъездом его в Москву на церковный Собор и, по поручению патриарха, изгнал из храма затеявшего во время службы спор о «новоисправленных книгах и Греческом пении» спасского архимандрита Сергия.
Позднее занимал высокие должности. В 1673—1678 годах с перерывами был строителем (ведающим монастырскими вотчинами), временно отставлен в мае 1676 года из-за «бою и срыва казённой печати» и подвергнут телесному наказанию (бит «шелепами за… бесчинство»). В 1680 году Герман был в числе тех, кто безуспешно ходатайствовал о возвращении Никона из Кирилло-Белозерского монастыря в Новый Иерусалим. С ноября 1680 года — архимандрит Воскресенского монастыря. В марте 1681 года, по выбору царя Фёдора Алексеевича, был избран братией монастыря в настоятели.
В августе им было получено письмо патриарха Никона к братии монастыря с просьбой бить челом царю о возвращении его в Воскресенский монастырь, ибо его «жития конец приходит». В 1681 году Герман передал Фёдору Алексеевичу адресованное братии обители письмо Никона, извещающее о его тяжёлой болезни, и просил царя разрешить вернуться в Воскресенский монастырь его основателю. На этот раз Фёдор Алексеевич преодолел сопротивление патриарха Иоакима, и Никона решено было отправить в Новый Иерусалим.
25 августа 1681 года Герман отпевал тело Никона, умершего по дороге из ссылки в свою любимую обитель. В последний период жизни Герман пользовался благоволением царя Фёдора Алексеевича, который живо интересовался делами возглавляемой архимандритом обители.
Похоронен в Новоиерусалимском монастыре в церкви Всех Святых, первоначально посвящённой Андрею Первозванному. На могильной плите высечена эпитафия Герману в стихах, автором которой является его преемник архимандрит Никанор, что следует из акростиха эпитафии, реконструированного А. М. Панченко.

## Творчество
Сохранились три эпитафии и четырнадцать песен (все в жанре акростиха), созданные Германом. По мнению исследователей, наибольший интерес представляет его песенное творчество. Все песни предназначены для трёхголосного напева (партесное пение) и снабжены нотами. Так как мелодии для его песен сочинены одним лицом, предполагается, что это был сам Герман. Большая часть поэтического наследия Германа — произведения духовного содержания, написанные в основном силлабическим стихом (имеются редкие включения силлабо-тонических стихов). Одна из песен является переработкой 140-го псалма, гимны — отклики на события современные (в том числе связанные с патриархом Никоном), песни покаянные и сочинения по случаю церковных праздников. В песнях почти отсутствуют licentia poetica — неправильности, допускаемые для соблюдения стихотворного размера или достижения созвучия стихов, однако произведения отличаются неточностью рифмы. Большей частью песни содержат по два акростиха, некоторые из них удалось прочитать только благодаря тому, что буквы, составляющие их, были выделены в рукописных сборниках красными чернилами. В отличие от поэтов приказной школы, акростих у Германа и его последователей становится источником сведений об авторе, его личных переживаниях и даже событиях частной жизни.
Герман был также регентом церковного хора (уставщиком) и, вероятно, играл на лютне — этот инструмент упоминается среди его имущества в завещании. Знал несколько иностранных языков, в его библиотеке хранились книги на греческом, латинском и польском, в том числе руководства по стихосложению.